# Міський округ місто Бор
Міський округ місто Бор (рос. Городской округ город Бор) - адміністративно-територіальне утворення (місто обласного значення) і муніципальне утворення зі статусом міського округу в центральній частині Нижньогородської області Росії.
Адміністративний центр - місто Бор.

## Населення
| 2010     | 2011     | 2012     | 2013     | 2014     | 2015     | 2016     |
| -------- | -------- | -------- | -------- | -------- | -------- | -------- |
| 121 023  | ↘120 877 | ↗121 879 | ↗122 523 | ↗122 724 | ↘121 972 | ↗121 994 |
| 2017     |          |          |          |          |          |          |
| ↘121 843 |          |          |          |          |          |          |